# Too Soon to Love
Too Soon To Love (v anglickém originále Too Soon To Love) je americký dramatický film z roku 1960. Režisérem filmu je Richard Rush. Hlavní role ve filmu ztvárnili Jennifer West, Richard Evans, Warren Parker, Ralph Manza a Jack Nicholson.

## Obsazení
| Jennifer West     | Cathy Taylor   |
| Richard Evans     | Jim Mills      |
| Warren Parker     | pan Taylor     |
| Ralph Manza       | Hughie Wineman |
| Jack Nicholson    | Buddy          |
| Billie Bird       | paní Jefferson |
| Jacqueline Schwab | Irene          |
| William Keene     | doktor         |